# 10973 Томасрайтер
10973 Томасрайтер (10973 Thomasreiter) — астероїд головного поясу, відкритий 29 вересня 1973 року.
Тіссеранів параметр щодо Юпітера — 3,627.